# Led Zeppelin Remasters
Led Zeppelin Remasters je výběrové album anglické rockové skupiny Led Zeppelin.

## Seznam skladeb

### Disk 1
1. „Communication Breakdown“ (Jimmy Page, John Paul Jones, John Bonham) – 2:28 (1969)
2. „Babe I'm Gonna Leave You“ (Page, Robert Plant) - 6:41 (1969)
3. „Good Times Bad Times“ (Page, Jones, Bonham) – 2:43, (1969)
4. „Dazed and Confused“ (Page) – 6:26, (1969)
5. „Whole Lotta Love“ (Page, Plant, Jones, Bonham) – 5:34, (1969)
6. „Heartbreaker“ (Page, Plant, Jones, Bonham) – 4:14, (1969)
7. „Ramble On“ (Page, Plant) – 4:24, (1969)
8. „Immigrant Song“ (Page, Plant) – 2:23, (1970)
9. „Celebration Day“ (Page, Plant, Jones) – 3:28, (1970)
10. „Since I've Been Loving You“ (Page, Plant, Jones) – 7:24, (1970)
11. „Black Dog“ (Page, Plant, Jones) – 4:54, (1971)
12. „Rock and Roll“ (Page, Plant, Jones, Bonham) – 3:40, (1971)
13. „The Battle of Evermore“ (Page, Plant) – 5:51, (1971)
14. „Misty Mountain Hop“ (Page, Plant, Jones) – 4:39, (1971)
15. „Stairway to Heaven“ (Page, Plant) – 8:01, (1971)

### Disk 2
1. „The Song Remains the Same“ (Page, Plant) – 5:29, (1973)
2. „The Rain Song“ (Page, Plant) – 7:39, (1973)
3. „D'yer Mak'er“ (Page, Plant, Jones, Bonham) – 4:23, (1973)
4. „No Quarter“ (Page, Plant, Jones) – 7:00, (1973)
5. „Houses of the Holy“ (Page, Plant) – 4:03, (1975)
6. „Kashmir“ (Page, Plant, Bonham) – 8:32, (1975)
7. „Trampled Underfoot“ (Page, Plant, Jones) – 5:35, (1975)
8. „Nobody's Fault but Mine“ (Page, Plant) – 6:28, (1976)
9. „Achilles Last Stand“ (Page, Plant) – 10:23, (1976)
10. „All My Love“ (Plant, Jones) – 5:53, (1979)
11. „In the Evening“ (Page, Plant, Jones) – 6:51, (1979)